# Jānis Strenga
Jānis Strenga, född den 5 februari 1986 i Sigulda, Lettiska SSR, Sovjetunionen, är en lettisk bobåkare.
Han tog OS-silver i herrarnas fyrmanna i samband med de olympiska bobtävlingarna 2014 i Sotji.